# Dorfkirche Plötzin

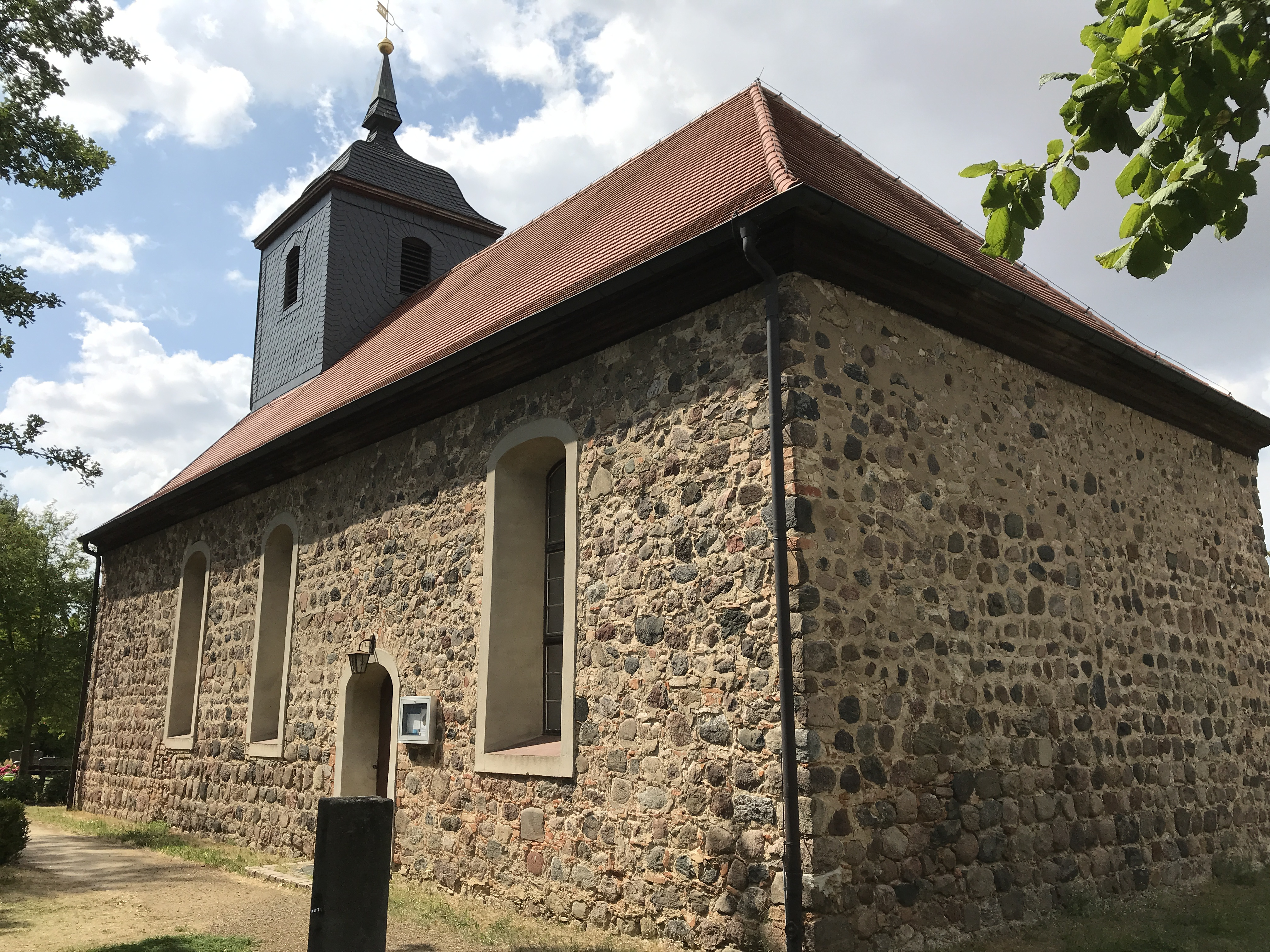
Dorfkirche Plötzin

Die evangelische Dorfkirche Plötzin ist eine romanische Feldsteinkirche aus dem 13. Jahrhundert in Plötzin, einem Ortsteil der Stadt Werder (Havel) im Landkreis Potsdam-Mittelmark im Land Brandenburg. Die Kirchengemeinde gehört zum Kirchenkreis Mittelmark-Brandenburg der Evangelischen Kirche Berlin-Brandenburg-schlesische Oberlausitz.

## Lage
Die Alte Dorfstraße führt von Südwesten auf den historischen Dorfanger zu. Er wird von der südlich verlaufenden Straße Friedhofswinkel umspannt. Die Kirche steht auf dem Anger auf einem leicht erhöhten Grundstück, das mit einer Mauer eingefriedet ist. Diese besteht im Süden aus unbehauenen und nicht lagig geschichteten Feldsteinen, während ansonsten Mauersteine genutzt wurden.

## Geschichte
Über die Baugeschichte ist bislang nicht viel bekannt. Das Dehio-Handbuch äußert sich dementsprechend vorsichtig und spricht von einem Bau Anfang des 13. Jahrhunderts. Engeser und Stehr vermuten unter anderem auf Grund der Mauerwerksausführung und der Baustruktur eine Entstehung um 1200. In dieser Zeit entstand vermutlich die Pfarrkirche als vollständige Anlage mit einem Kirchenschiff, dem eingezogenen Chor sowie einer Apsis. Ihr waren von 1287 bis 1959 die Filialkirchen in Plessow und seit 1959 die in Göhlsdorf zugeordnet. Das Kirchenpatronat wechselte 1196 vom Markgrafen an den Bischof von Brandenburg und von dort 1216 an das Domkapitel. Aus den Jahren 1375, 1450 und 1541 sind drei Pfarrhufe überliefert. Hinzu kamen eine wüste Hufe in Starjesar, sowie Wiesen und eine Kirchenhufe mit Haus. 1459 gehörte Plötzin zur Sedes Brandenburg; vor 1573 wurde eine Visitation durchgeführt. In dieser Zeit übernahm Fabian Darin bis 1561 als erster evangelischer Pfarrer die Seelsorge. 1726 ging das Kirchenpatronat an den preußischen Beamten Friedrich von Görne. Unter seiner Leitung wurde das Bauwerk erheblich umgebaut. In den Jahren 1733 und 1734 rissen der Zimmermann Schüler und der Maurer Medler aus Plaue die Apsis ab und vergrößerten den Chor auf Schiffsbreite. Sie wurden dabei vom Schmied Guttler und dem Tischler Hildebrandt unterstützt. Die Nordseite wurde dabei 19,55 m lang, die Südseite 20,15 m. In diesem Jahr ließ die Kirchengemeinde auch den zuvor aus Fachwerk errichteten Westturm ersetzen. Anschließend kam ein neuer Kanzelaltar in die Kirche. 1756 erfolgte eine neue Ausmalung des Innenraums, für die die Maler Buchholtz und Bock insgesamt 130 Taler erhielten. Durch den Einbau einer Empore mit einer Orgel im Jahr 1761 wurden die Umbaumaßnahmen beendet. Die Ausstattung wurde ein Jahr später durch eine Taufkanne und 1767 durch neues Liturgisches Gerät komplettiert. 1776 pflanzten Gärtner auf dem Kirchhof zahlreiche Maulbeerbäume an; Handwerker besserten die Einfriedung aus. 1806 wechselte die Zuständigkeit und Plötzin kam zur Superintendentur Brandenburg-Dom und 1924 zur Superintendentur Lehnin. Das Kirchenpatronat ging 1817 an den Oberamtmann Bennecke zu Aken sowie 1831 an die Witwe Tiebe bzw. deren Erben. In der Zeit um 1880/1890 verkleideten Dachdecker den Westturm mit Schiefer; die Arbeiten wurden zwischen 1955 und 1965 ausgebessert. 1910 lag das Patronat beim Major von der Hagen, der eine Reparatur und die erneute neobarocke Ausmalung der Kirche finanzierte. Diese wurde um 1960 beseitigt.

## Baubeschreibung

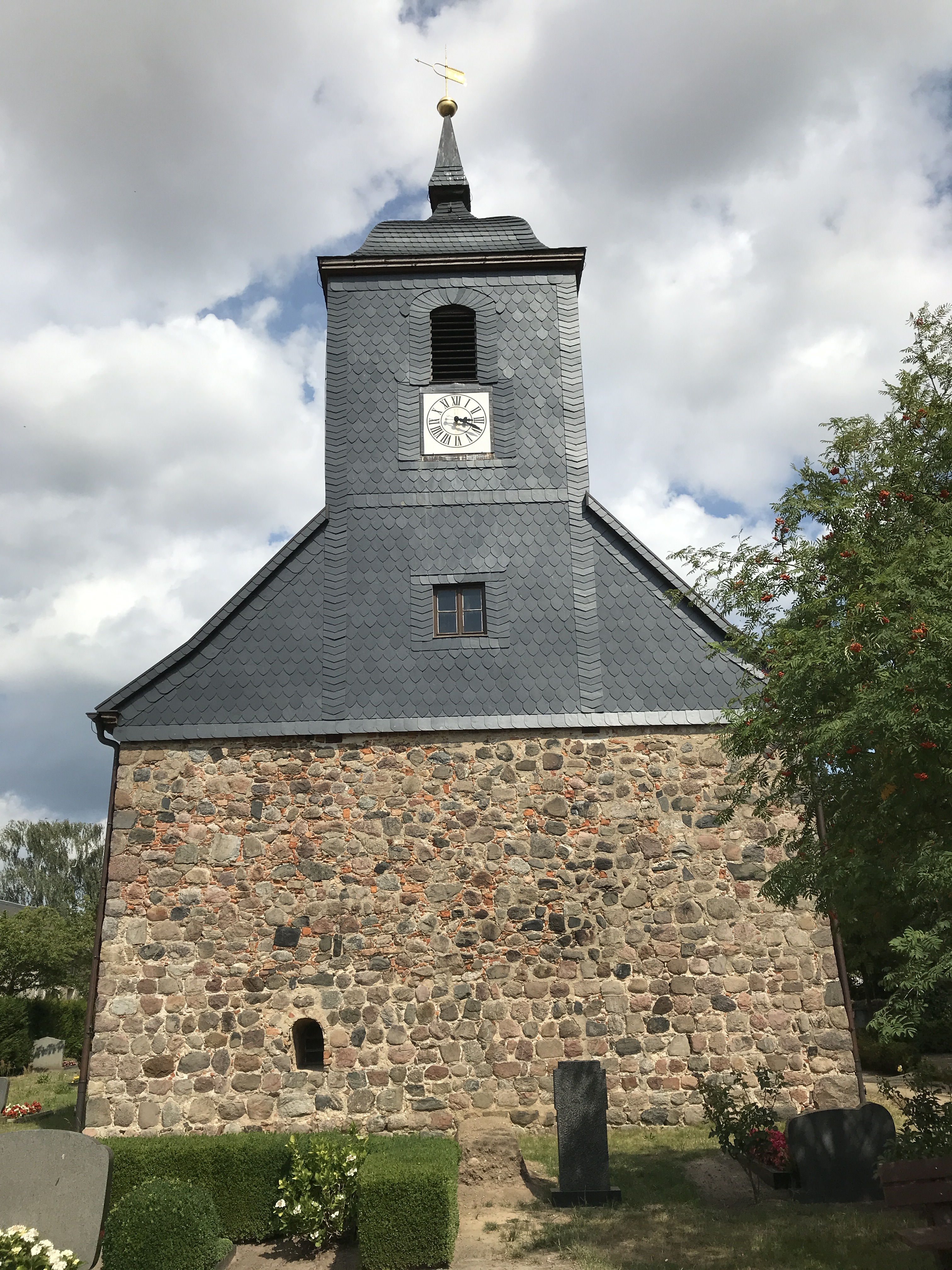
Ansicht von Westen

Beim Bau wurde im Wesentlichen Feldstein verwendet, der wenig behauen und im unteren Bereich lagig geschichtet wurde. Der Chor ist gerade und nicht eingezogen; die Ostwand fensterlos. Im oberen Bereich wurden zum Teil kleinere und unbehauene Steine sowie Ziegelbruch verwendet. An der Nord- und Südseite des Chors ist je ein großes Rundbogenfenster, dessen Faschen verputzt sind. Vermutlich wurde bei der Erweiterung des Baus die Ostwand des ehemals eingezogenen Chors stehengelassen und die Nord- und Südwand bis zur Flucht des Langhauses vorgezogen.
Daran schließt sich das Kirchenschiff an. An seiner nördlichen Längswand sind zwei weitere Fenster derselben Bauart, von denen das westlich gelegene ein wenig höher gesetzt ist. Die Steine sind in diesem Bereich deutlich sorgfältiger behauen und geschichtet. Ähnlich präsentiert sich auch die Südseite. Zwischen Chor und Schiff ist mittig eine Rundbogenpforte. Am westlich gelegenen Fenster sind die Reste einer zugesetzten, rundbogenförmigen Gemeindepforte erkennbar. Der rechte Bogen schneidet dabei die Fensterbank des großen Fensters. Das Schiff trägt ein schlichtes Satteldach, das nach Osten hin abgewalmt ist.
An der westlichen Fassadenseite befindet sich an der nördlichen Seite ein Rundbogenfenster als einzige Öffnung. Die Feldsteine sind in diesem Bereich vergleichsweise gut behauen und lagig geschichtet. Oberhalb der Öffnung sind die Steine nur wenig behauen und zum Teil mit Ziegelbruch vermengt. Es ist daher denkbar, dass dieser Teil zu einer früheren Zeit eingestürzt und wiederaufgebaut wurde. Engeser und Stehr vermuten, dass die Kirche um rund einen Meter aufgestockt wurde. Darüber erhebt sich der verschieferte Giebel mit einem mittig eingebauten, kleinen Rechteckfenster. Darüber erstreckt sich der quadratische Westturm. Im unteren Bereich ist eine Turmuhr, darüber eine rundbogenförmige Klangarkade. Es folgt eine geschweifte Turmhaube mit Turmkugel und Wetterfahne. Zum Schiff hin ist dieser Bereich durch eine massive Mauer abgetrennt, in dessen Untergeschoss sich zwei mittelalterliche Räume befinden. Diese waren ursprünglich durch einen Bogen zum Schiff geöffnet. Der nördliche Raum wurde zeitweise als Sakristei genutzt und erhielt das bereits erwähnte Rundbogenfenster auf der Westseite.

## Ausstattung

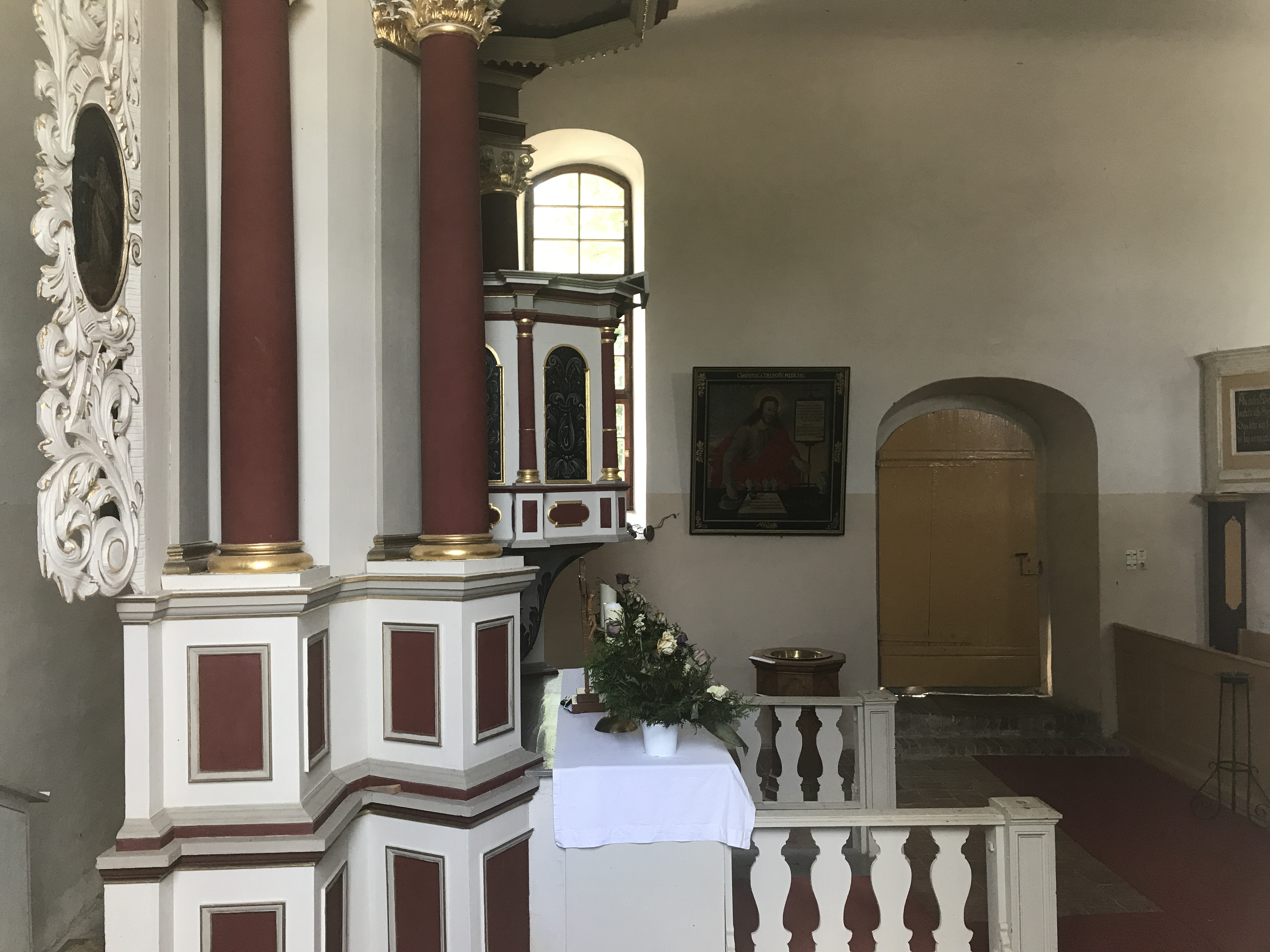
Blick ins Kirchenschiff

Der barocke Kanzelaltar ist in weiß-bräunlichen Tönen gehalten und entstand 1733 durch den Tischler Hildebrandt unter Mitarbeit eines namentlich nicht genannten Bildhauers aus Treuenbrietzen. Er steht mittig zwischen je zwei Säulen mit korinthischen Kapitellen und ist mit Akanthus verziert; in den Wangen ist je ein Medaillon, das eine weibliche Figur mit einem Kreuz beziehungsweise einem Kelch als Allegorie für die Passion zeigt. Im gleichen Farbton wurde auch der polygonale Kanzelkorb gestaltet, der vermutlich im späten 17. Jahrhundert gefertigt wurde. In seinen Feldern sind florale Elemente aufgemalt. Die Farbfassung wurde 1960 vereinfacht. Darüber ist ein Schalldeckel, der von ornamentalen Aufsätzen bekrönt wird. Hinter dem Deckel ist ein Gesprengter Giebel mit Strahlenauge. Im nördlichen Bereich des Chors steht ein Priestergestühl, ergänzt durch vier stilistisch unterschiedliche Schnitzfiguren auf Konsolen. Zwei davon dürften von einem gotischen Schnitzaltar stammen. Zwei zeigen vermutlich Simon Petrus und Paulus von Tarsus, eine Katharina von Alexandrien sowie Agnes von Rom mit Lamm und Krone. Die Figuren könnten in einer Werkstatt in Brandenburg/Havel im mittleren 15. Jahrhundert entstanden sein. In diesem Bereich der Kirche befinden sich vor dem Altar Hundetrappen. Im südlichen Chorbereich steht eine neogotische Fünte aus der Zeit um 1900 mit einer Taufschale aus dem 16 oder 17. Jahrhundert. Sie ist mit lateinischen Inschriften umrandet und mittig mit einem Sonnenradmotiv verziert. Auf einer Konsole im Osten der Südwand steht eine Büste, die Martin Luther zeigt. Sie wurde im 19. Jahrhundert aus Gips angefertigt.
In der Kirche befindet sich ein Gemälde aus dem Ende des 17. Jahrhunderts oder aus dem frühen 18. Jahrhundert, das Jesus Christus als Seelenarzt zeigt. Ein fast identisches Gemälde befindet sich in der Heilig-Geist-Kirche in Werder. Es zeigt Jesus in einem roten Gewand hinter einem Apothekentisch. In seiner linken Hand hält er eine Waage. In der einen Schale sind die menschlichen Sünden dargestellt, in der anderen fügt er mit seiner rechten Hand zum Ausgleich Kreuzwurz hinzu. Auf dem Tisch stehen Gefäße, in denen die himmlischen „Arzneien“ Geduld, Hoffnung, Liebe, Beständigkeit, Hilfe, Friede sowie Glaube enthalten sind. Ein Gefäß ist mit zwei Versen aus dem Evangelium nach Matthäus beschriftet. Dort steht: „Kommet her zu mir alle, die ihr mühselig und beladen seid“ 11,28  sowie „Die Starken bedürfen des Arztes nicht, sondern die Kranken“ 9,12 . In einem weiteren Gefäß ist die Gnade enthalten. Der Kirchenhistoriker Georg Stuhlfauth wies nach, dass dieses Bildthema im 17. und 18. Jahrhundert rund 20 Mal verwendet wurde. Gemälde mit diesem Motiv konnte er sowohl in der Mark Brandenburg wie auch in Österreich und der Schweiz nachweisen.
Ein Epitaph erinnert an den 1660 verstorbenen Pastor Andreas Franke. Weitere Gedenktafeln erinnern an die Gefallenen der Kriege von 1813, 1866 und des Deutsch-Französischen Krieges. Das Kirchengestühl wurde ausweislich einer Rechnung aus dem Jahr 1734 vermutlich in den Jahren 1733 und 1734 vom Tischler Hildebrandt hergestellt. Dazu gehört ein Patronatsgestühl auf der Nordseite des Altarbereichs sowie ein Pfarrergestühl auf der Südseite. Zwei Kronleuchter aus Messing entstanden vermutlich um 1910.
Zur weiteren Kirchenausstattung gehört eine Hufeisenempore, die mittig nach Osten hin ausgebaucht ist. Sie entstand 1766 und zeigt in einem der Brüstungsfelder das Wappen und die Inschrift des preußischen Beamten Friedrich von Görne, in zwei weiteren Feldern Gemälde mit Blütengehängen. Die Orgel mit einem dreiteiligen Prospekt im Rokoko-Stil wurde 1761 von Gottlieb Scholtze errichtet und zu einem späteren Zeitpunkt von Friedrich Emanuel Marx umgebaut. In einem der Brüstungsfelder wird auf den Stifter hingewiesen: „Zu Ehre Jesu und zu Erweckung der Andacht ist diese Orgel erbauet von Snr. Hochwürden dem königl. Kriegsrath Herrn von Görne Aō 1761“. Sie hat elf Register, ein Manual sowie ein Pedal.
Im Turm hängt eine kleine Bronzeglocke, die vermutlich im 14. Jahrhundert gegossen wurde. Sie trägt verschiedene Reliefs, darunter die Kreuzigungsgruppe und die Geißelung Christi. Sie ist 1949 gesprungen. Ergänzt wird sie von einer größeren Bronzeglocke, die 1928 von der Firma Schilling und Söhne hergestellt wurde. Sie trägt Inschriften, die an die Gefallenen des Ersten Weltkrieges erinnern.
Das Bauwerk ist in seinem Innern flach gedeckt; die Ecken sind mit Vouten verziert.
Im Turm befindet sich eine Bronzeglocke aus dem 14. Jahrhundert sowie eine weitere Glocke von Schilling und Söhne aus dem Jahr 1928.
Westlich des Bauwerks steht ein Denkmal, das an die Gefallenen aus dem Ersten und Zweiten Weltkrieg erinnert. Das Ensemble wird durch eine Friedhofskapelle im Südosten aus der Zeit um 1900 ergänzt. Dabei handelt es sich um einen Bau aus Mauersteinen mit einem spitzbogigen Portal.